# Національна автомагістраль 2 (Камбоджа)
Національна автомагістраль 2 — NH2, або National Road No.2 (10002) — одна з національних автомагістралей Камбоджі.
Довжиною 120 км, вона з'єднує столицю Пномпень з В'єтнамом.
NH2 веде на південь від Пномпеня, через провінцію Кандал і входить до району Трам-Как провінції Такео. Далі продовжується на південь через район Кірі-Вонг у провінції, де повертає на схід і зустрічається з кордоном з В'єтнамом.

## Зображення

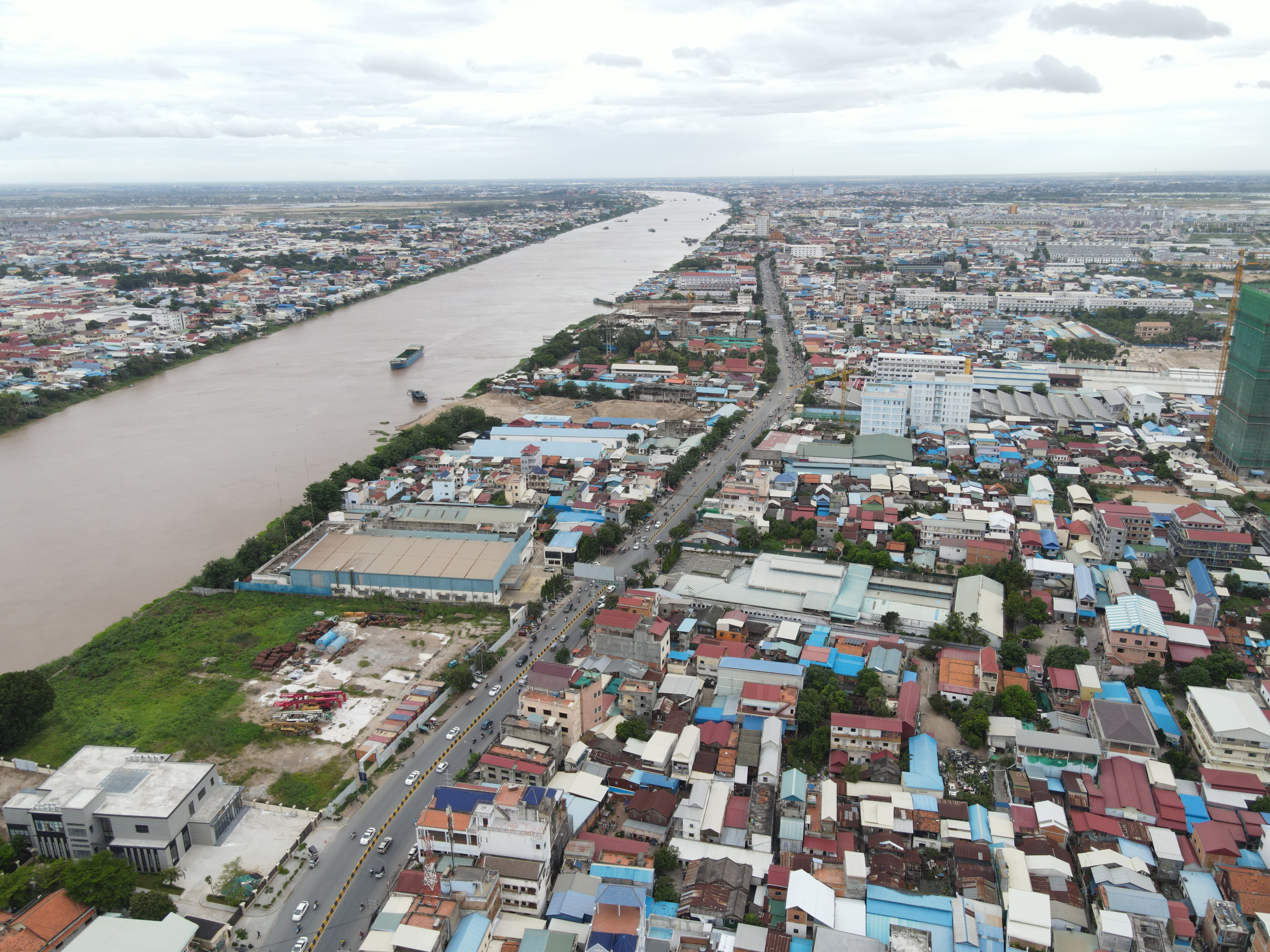
Національне шосе 2 та вид на річку Бассак із Кбал Тнол, Чак Ангре
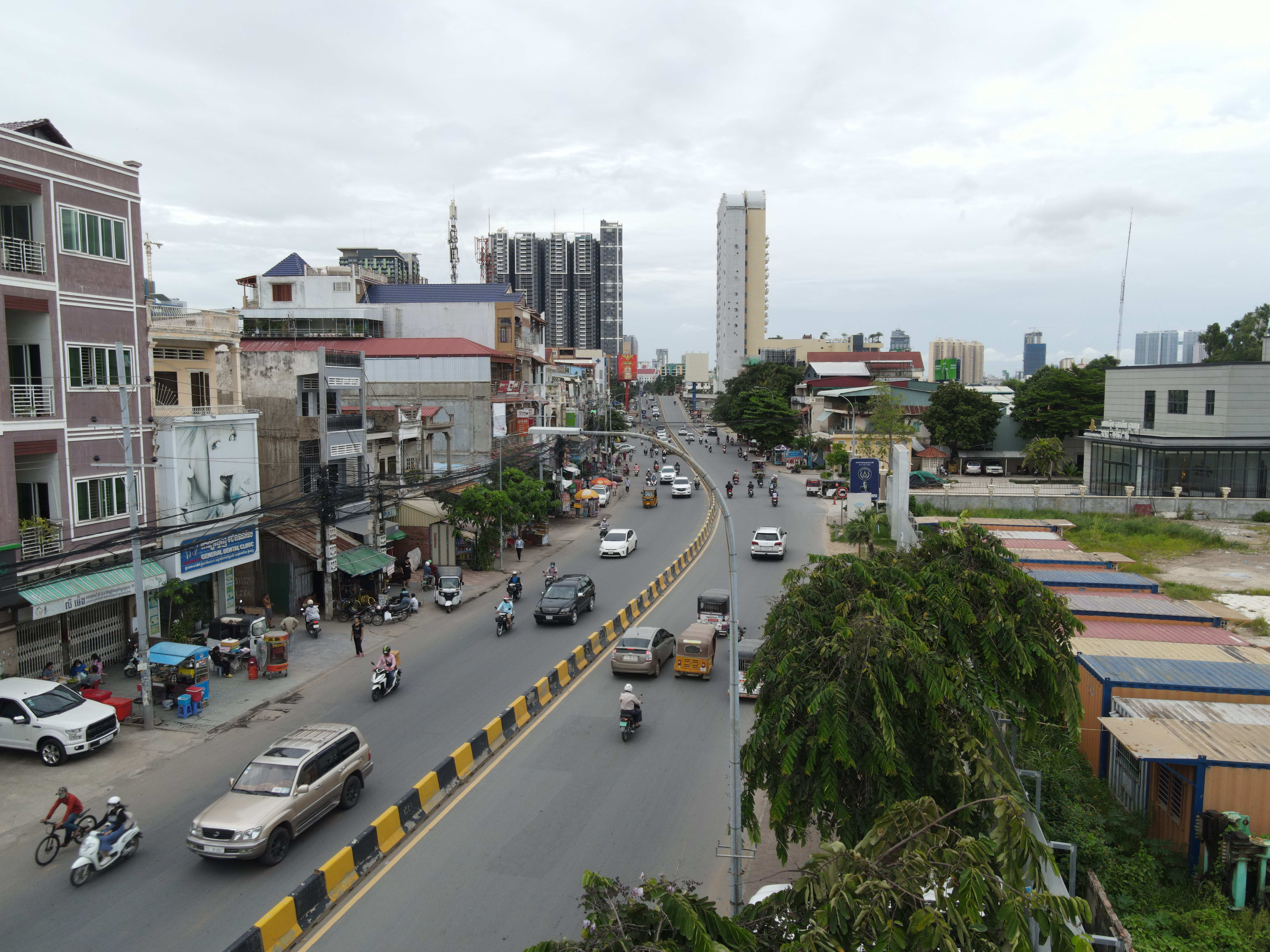
Національне шосе 2 у Кбал Тнол